# Mérona
Mérona és un municipi francès situat al departament del Jura i a la regió de Borgonya - Franc Comtat. L'any 2011 tenia 11 habitants.

## Demografia

### Població
El 2011 la població de fet de Mérona era d'11 persones. Totes les 4 famílies que hi havia eren parelles amb fills.
La població ha evolucionat segons el següent gràfic:
Habitants censats

### Habitatges
El 2007 hi havia 8 habitatges, 4 eren l'habitatge principal de la família i 4 eren segones residències. Tots els 8 habitatges eren cases. Tots els 4 habitatges principals que hi havia estaven ocupats pels seus propietaris; Tots els 4habitages tenien cinc cambres o més. 3 habitatges disposaven pel capbaix d'una plaça de pàrquing. A 1 habitatges hi havia un automòbil i a 3 n'hi havia dos o més.

### Piràmide de població
La piràmide de població per edats i sexe el 2009 era:
| Homes | Edats   | Dones |
| ----- | ------- | ----- |
| 0     | 95 o +  | 0     |
| 0     | 90 a 94 | 0     |
| 0     | 85 a 89 | 0     |
| 0     | 80 a 84 | 0     |
| 0     | 75 a 79 | 0     |
| 0     | 70 a 74 | 0     |
| 0     | 65 a 69 | 0     |
| 0     | 60 a 64 | 0     |
| 0     | 55 a 59 | 0     |
| 0     | 50 a 54 | 4     |
| 0     | 45 a 49 | 0     |
| 0     | 40 a 44 | 0     |
| 0     | 35 a 39 | 0     |
| 0     | 30 a 34 | 0     |
| 0     | 25 a 29 | 0     |
| 0     | 20 a 24 | 0     |
| 0     | 15 a 19 | 0     |
| 0     | 10 a 14 | 0     |
| 0     | 5 a 9   | 0     |
| 0     | 0 a 4   | 0     |

## Economia
El 2007 la població en edat de treballar era de 8 persones, 4 eren actives i 4 eren inactives. Les 4 persones actives estaven ocupades(4 homes).. De les 4 persones inactives 2 estaven jubilades i 2 estaven classificades com a «altres inactius».

## Poblacions més properes
El següent diagrama mostra les poblacions més properes.